# Tarcaniota
Tarchaneiotes (in greco Ταρχανειώτης?), forma femminile Tarchaneiotissa (Ταρχανειώτισσα), attestata anche nelle forme varianti Trachaneiotes, Trachaniates, Tarchoniates, era il nome di una famiglia aristocratica bizantina di Adrianopoli, attiva dalla fine del X al XIV secolo, soprattutto come comandanti militari. A partire dal XV secolo alcuni dei suoi membri furono attivi in Italia, mentre un ramo della famiglia emigrò in Russia, dove il loro nome fu russificato in Trakhaniot (Траханиот). Sono attestati fino al XVII secolo.
L'origine della famiglia è sconosciuta. È stato ipotizzato che il loro nome derivi dal villaggio di Tarchaneion in Tracia, ma sono state proposte anche alternative, come la derivazione dal mongolo targan, "fabbro", suggerita da Gyula Moravcsik, o l'origine georgiana attribuita loro da Claude Cahen. Nessuna ipotesi può essere provata in modo inconfutabile.
La famiglia compare per la prima volta con Gregorio Tarcaniota, catepano d'Italia nel 998-1006. Altri membri della famiglia occuparono alte cariche militari nel corso dell'XI secolo. Nel conflitto tra l'aristocrazia militare anatolica e la burocrazia civile di Costantinopoli, i Tarchaneiotai si schierarono con quest'ultima. Di conseguenza, dopo il 1081, i Tarchaneiotai furono malvisti dai Comneni e persero importanza nel XII secolo. Riconquistarono la loro posizione nell'Impero di Nicea, dove Niceforo Tarcaniota servì a lungo come grande domestico (comandante in capo dell'esercito). Lui e i suoi figli si legarono strettamente alla dinastia dei Paleologi attraverso legami matrimoniali.

## Membri di rilievo
- Gregorio Tarcaniota, primo catepano d'Italia nel 998-1006.
- Basilio Tarcaniota stratēlatēs dell'occidente intorno al 1057.
- Giuseppe Tarcaniota (morto nel 1074), generale che ebbe un ruolo ambiguo nella Battaglia di Manzicerta, poi divenne duca di Antiochia.
- Giovanni Tarcaniota, protos della comunità monastica del Monte Athos all'inizio del XII secolo.
- Catacalo Tarcaniota, funzionario bizantino dell'XI secolo.
- Niceforo Tarcaniota (morto prima del 1266), grande domestico dell'Impero di Nicea, sposato con Maria, la sorella di Michele VIII Paleologo (r. 1259-1282).
  - Andronico Tarcaniota, figlio di Niceforo, megas konostaulos.
  - Giovanni Tarcaniota, figlio di Niceforo, capo degli arseniti e generale.
  - Michele Tarcaniota (morto nel 1284), figlio di Niceforo, gran domestico dal 1278 fino alla sua morte, sconfisse gli Angioini a Berat.
- Michele Ducas Glabas Tarcaniota (ca. 1235 - dopo il 1304), Protostrator e uno dei più insigni generali bizantini della fine del XIII secolo.
  - Tarchaneiotissa, il cui nome di battesimo non è noto, sposa di Andronico Asen, figlia di Glabas e di sua moglie Maria Ducas Comnena Paleologa Brana e trisavola degli imperatori bizantini Giovanni VIII Paleologo e Costantino XI Paleologo.
- Costantino Tarcaniota ammiraglio nel 1352.
- Michele Marullo Tarcaniota (1458-1500 circa), militare e poeta attivo soprattutto in Italia.
- Yuri Trakhaniot, ambasciatore Moscovita a Milano nel 1486.